# デンマーク海峡
デンマーク海峡（デンマークかいきょう、デンマーク語: Danmarksstrædet, アイスランド語: Grænlandssund）は、グリーンランドとアイスランドとの間の海峡。海峡の北東にはノルウェー領のヤンマイエン島がある。グリーンランド海峡（Greenland Strait）とも。
この海峡は大西洋と北極海を結んでおり、長さは480 km、幅は最も狭い場所で290 kmである。寒流の東グリーンランド海流が流れており、北の北極海から氷山を運んでくる。重要な漁場であり、デンマークとアイスランドの艦船が定期的に巡回している。また、地政学上のチョークポイントでもあり、アイスランドとイギリス間の海域と合わせてGIUKギャップと呼ばれる。
第二次世界大戦中の1941年5月には、ドイツとイギリスとの間でデンマーク海峡海戦が勃発した。この海戦でイギリス海軍の巡洋戦艦フッドが沈没した。
座標: 北緯67° 西経24° / 北緯67度 西経24度